# شهرستان شیپونوفسکی
شهرستان شیپونوفسکی (به لاتین: Shipunovsky District) یک منطقهٔ مسکونی در روسیه است که در سرزمین آلتای واقع شده‌است.